# Guy Ropartz
Joseph Guy Marie Ropartz (ʁɔpaʁts; Guingamp, 15 giugno 1864 – Lanloup, 22 novembre 1955) è stato un compositore e direttore d'orchestra francese. Tra le sue composizioni figurano cinque sinfonie, tre sonate per violino, sonate per violoncello, sei quartetti per archi, un trio per pianoforte e un trio per archi (entrambi in La minore), opere teatrali, una serie di opere corali e altra musica, che spesso fa riferimento al suo retaggio bretone. Ropartz ha pubblicato anche delle poesie.

## Biografia
Ropartz nacque a Guingamp, Côtes-d'Armor, un dipartimento bretone della Francia. Studiò inizialmente a Rennes. Nel 1885 entrò al Conservatoire de Paris, studiando sotto Théodore Dubois, poi Jules Massenet, dove divenne amico intimo del giovane George Enescu. In seguito studiò organo sotto César Franck.
Fu nominato direttore del Conservatorio di Nancy (all'epoca una succursale del Conservatorio di Parigi) dal 1894 al 1919, dove fondò corsi di viola nel 1894, tromba nel 1895, arpa e organo nel 1897, poi trombone nel 1900. Fondò anche la stagione dei concerti sinfonici con la nuova orchestra del Conservatorio, antenata dell'orchestra sinfonica e lirica di Nancy.
Ropartz era collegato al Rinascimento culturale bretone dell'epoca, mettendo in musica le parole di scrittori bretoni come Anatole Le Braz e Charles Le Goffic. Sostenne anche l'autonomia regionale bretone, entrando a far parte dell'Unione Regionale Bretone nel 1898. Fu anche presidente onorario dell'Associazione des Compositeurs Bretons, fondata nel 1912.
Nelle prime fasi della prima guerra mondiale il suo amico e collega compositore Albéric Magnard fu ucciso difendendo la sua casa dagli invasori tedeschi. La sua casa fu distrutta, insieme a diversi manoscritti musicali. Ropartz ricostituì a memoria l'orchestrazione dell'opera Guercoeur di Magnard, che era andata persa nell'incendio.
Dal 1919 al 1929 Ropartz fu direttore del Conservatorio di Strasburgo, che trasferì nell'edificio dell'ex parlamento dell'Alsazia-Lorena. Allo stesso tempo assunse la direzione dell'Orchestra filarmonica di Strasburgo, influenzando i giovani studenti come Charles Münch. Eletto nel 1949 come membro dell'Académie des Beaux-Arts (quinta sezione, composizione musicale), succedette a Georges Hüe.
Ropartz fu anche giurato del premio Florence Meyer Blumenthal nel conferire il Prix Blumenthal, una sovvenzione concessa tra il 1919 e il 1954 a giovani pittori, scultori, decoratori, incisori, scrittori e musicisti francesi.
Andò in pensione nel 1929 e si ritirò nel suo maniero a Lanloup, in Bretagna. Continuò tuttavia a comporre fino al 1953, quando divenne cieco. Morì a Lanloup nel 1955.

## Stile musicale
Il suo stile musicale è stato influenzato da Claude Debussy e César Franck. Tuttavia si identificava come un bretone celtico, scrivendo che era il figlio di un paese "in cui i folletti popolano la brughiera e ballano nelle notti lunari intorno ai menhir, dove le fate e gli incantatori, Viviane e Merlin, hanno come campo la foresta di Brocéliande, dove gli spiriti dei morti non sepolti appaiono tutti bianchi sopra le acque della Baia dei defunti".
Poco dopo la morte di Ropartz René Dumesnil scrisse su Le Monde: "Esiste con Ropartz una scienza del folklore e del suo uso corretto, che si ammira; ma spesso più che l'uso diretto dei motivi popolari è un'ispirazione tratta dallo stesso terreno che nutre il suo lavoro, come la linfa negli alberi".

## Composizioni

### Orchestra
- Sinfonie:
  - Sinfonia n. 1 «Sur un choral Breton» (1894/5)
  - Sinfonia n. 2 in Fa minore (1900)
  - Sinfonia n. 3 in Mi maggiore per orchestra, coro e solisti (1905/6)
  - Sinfonia n. 4 in Do maggiore (1910)
  - Sinfonia n. 5 in Sol maggiore (1945)
- La Cloche des morts (1887)
- Lamento per oboe e orchestra (1887)
- Les Landes (1888)
- Marche de fête (1888)
- Cinq pièces brèves (1889)
- Carnaval (1889)
- Dimanche breton, suite in 4 movimenti (1893)
- Fantaisie in Re maggiore (1897)
- À Marie endormie (1912)
- La Chasse du prince Arthur (1912)
- Sons de cloches (1913)
- Soir sur les chaumes (1913)
- Rapsodia per violoncello e orchestra (1928)
- Sérénade champêtre (1932)
- Bourrées bourbonnaises (1939)
- Petite symphonie en mi bémol majeur (1943)
- Pastorales (1950)

### Teatro
- Fethlene (1887)
- Pêcheur d'islande (1893)
- Le Pays (1912)

### Musica da camera
- Six string quartets (1893 to 1949)
- Two cello sonatas (1904, 1919)
- Three violin sonatas (1907, 1917, 1927)
- Pièce in Mi bemolle minore, per trombone e piano (1908)
- Fantaisie brève sur le nom de Magnard, per quartetto d'archi (1892)
- Piano Trio in La minore (1918)
- Two pieces for wind quintet (1924)
- Prélude, Marine et Chansons, for flute, violin, viola, cello and harp (1928)
- Trio in A minor, for strings (1934–35)
- Entratta et Scherzetto, for wind trio (1936)
- Andante et allegro, for trumpet and piano

### Musica sacra
- Kyrie solennel, for 4 soloists, choir and organ (1886)
- Offertoire pascal, for organ (1889)
- Psaume 136: 'Super flumina Babylonis', for choir and orchestra (1897)
- Cinq Motets, for 4 mixed voices à cappella (1900)
- Messe brève en l'honneur de Sainte Anne, for three equal voices and organ (1921)
- Messe en l'honneur de Sainte Odile, for mixed chorus and organ (1923)
- Messe 'Te Deum laudamus', for 3 mixed voices and organ (1926)
- Requiem, for soloists, choir and orchestra (1938)
- Salve Regina, for mixed chorus and organ (1941)
- Psaume 129: 'De profundis', for soloist, choir and orchestra (1942)

### Musica vocale

#### Voce e orchestra
- Trois Prières
- La Fleur d'or
- Sous bois

#### Voce e pianoforte
- Berceuse (1894)
- 4 Poèmes de l'intermezzo (1899)
- Veilles de départ (1902)
- Odelettes (1914)
- Les Heures propices (1927)
- La Mer
- Amour d'hiver
- Lied
- Le Petit enfant
- Sous bois
- Rondel pour Jeanne
- Rondel de miséricorde
- Rondeau pour un délaissé de s'amyeCoro

- Les Fileuses de Bretagne, women's choir
- Kyrie
- Les vêpres sonnent (1927)
- Nocturne (1926)
- Dimanche (1911)
- Le Miracle de saint Nicolas (1905)

### Pianoforte
- Ouverture, variations et final (1904)
- Choral varié (1904)
- Nocturne No. 1 (1911)
- Dans l'ombre de la montagne (1913)
- Nocturne No. 2 (1916)
- Nocturne No. 3 (1916)
- Scherzo (1916)
- Musiques au jardin (1917)
- Croquis d'été (1918)
- Croquis d'automne (1929)
- Jeunes filles (1929)
- À la mémoire de Paul Dukas (1936)

### Organo
- Trois Pièces: Sur un thème Breton, Intermède, Fugue en mi mineur (1894)
- Vêpres du commun des saints (1896)
- 6 Pièces pour grand orgue: Prélude funèbre, Prière, Sortie, Thème varié, Prière pour les trépasses, Fantasie (1896–1901)
- Introduction et allegro moderato (1917)
- Rapsodie sur deux Noëls populaires (1919)
- Trois Méditations (1919)
- Au pied de l'autel (100 pieces for harmonium) (1919)

## Opere letterarie
Ropartz fu anche un autore di opere letterarie, in particolare di poesie. In gioventù pubblicò tre raccolte di versi influenzati dal movimento simbolista. Nel 1889 pubblicò con Louis Tiercelin Le Parnasse Breton contemporain, un'antologia della poesia bretone della seconda metà del XIX secolo. Partecipò anche alla Revue l'Hermine, che Tiercelin fondò poco dopo, nel 1890.

### Poesie
- Adagiettos (1888)
- Modes mineurs (1889)
- Les Muances (1892)